# Leo Stein (Kunstsammler)

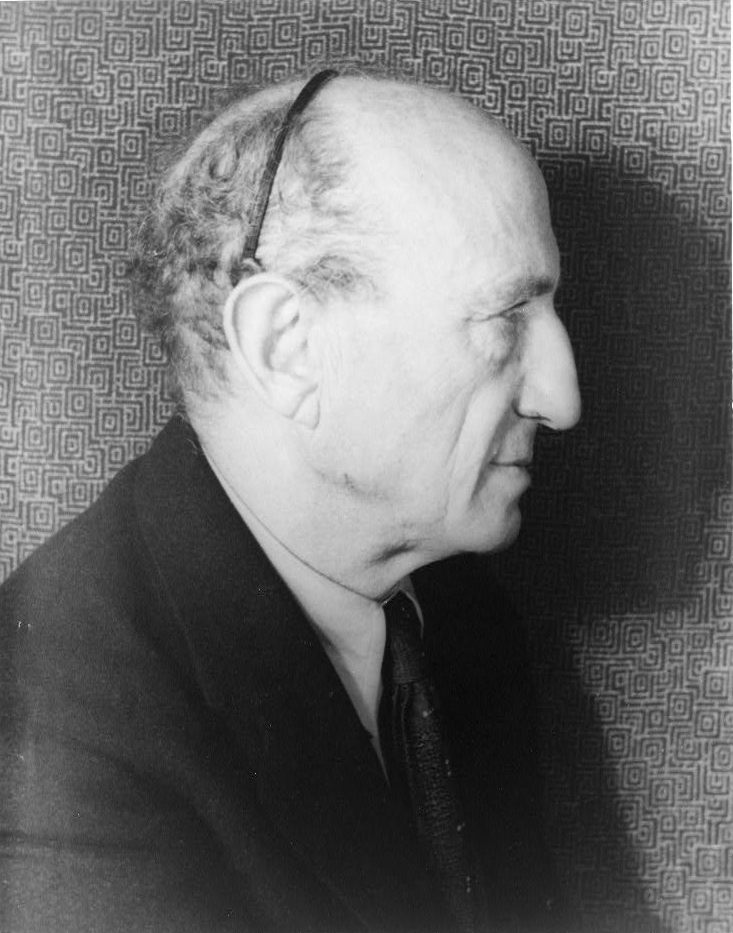
Leo Stein, 9. November 1937. Fotografie von Carl Van Vechten

Leo Stein (* 11. Mai 1872 in Allegheny, heute Pittsburgh, Pennsylvania; † 29. Juli 1947 in Florenz) war ein amerikanischer Kunstsammler und -kritiker. Er war der ältere Bruder von Gertrude Stein. Mit ihr zusammen förderte er von 1903 bis 1913 mäzenatisch die postimpressionistische und die moderne Malerei des 20. Jahrhunderts und trug wesentlich zu ihrer Durchsetzung gegen den sich noch immer behauptenden Akademismus bei.

## Leben
Leo Stein wurde am 11. Mai 1872 in Allegheny als vorletztes von fünf Kindern in eine wohlhabende Familie hineingeboren. Die Großeltern väterlicherseits, Michael und Hannah Stein, waren aus Deutschland emigrierte Juden, die 1841 Weickersgrüben
bei Gräfendorf in Unterfranken verlassen hatten, mit dem Ziel, in Amerika politische Freiheit und wirtschaftliche Entwicklungsmöglichkeiten zu finden, die ihnen in der Heimat versagt waren. Leos Vater, Daniel Stein, heiratete 1864 die ebenfalls deutsch-jüdische Amelia Keyser. Nach Aufenthalten in Wien und Passy bei Paris wuchs Leo mit seinen Geschwistern in Kalifornien auf. Als 1891, drei Jahre nach dem Tod der Mutter im Jahr 1888, auch der Vater Daniel Stein starb, wurde der älteste Sohn Michael Vormund für die jüngeren Geschwister.
Ab 1892 studierte Leo Stein zwei Jahre lang an der Harvard University in Boston, (Massachusetts). Im darauf folgenden Jahr unternahm er eine Weltreise mit seinem Cousin Fred, die ihn nach Japan und Ägypten führte. Im Jahr 1897 studierte er an der Johns Hopkins University in Baltimore und schloss sein Studium mit dem „Bachelor of Arts“ 1898 ab.

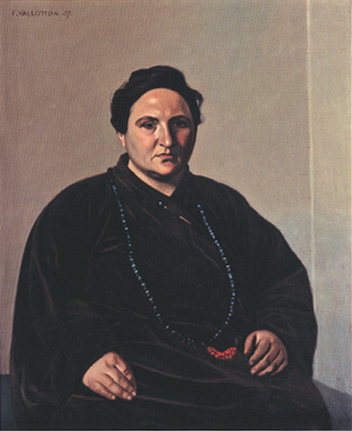
Félix Vallotton: Porträt Gertrude Stein, 1907

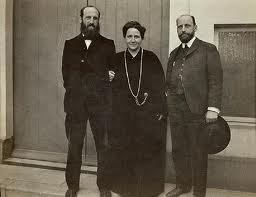
Leo, Gertrude und Michael Stein, um 1906

Im Jahr 1900 zog Leo Stein nach Europa, drei Jahre später folgte ihm seine Schwester Gertrude zunächst nach London, dann nach Paris. Leo besuchte zeitweise die Académie Julian, erkannte aber bald, dass sein Talent nicht ausreichte, um selbst Maler zu werden. Finanziell durch das Erbe des Vaters unabhängig, suchte er nach erschwinglicher moderner Kunst; da stellte ihm sein Freund, der Renaissance-Spezialist Bernard Berenson, zu Besuch in Paris, 1903 die folgenschwere Frage: „Kennen Sie eigentlich Cézanne?“ Als Stein verneinte, suchte Berenson mit ihm die Kunsthandlung von Ambroise Vollard auf. Stein war begeistert. Er begann mit seiner Schwester die legendäre Sammlung in der 27 rue de Fleurus aufzubauen und eröffnete dort einen Salon, der sich zu einem Zentrum der künstlerischen Avantgarde entwickelte.

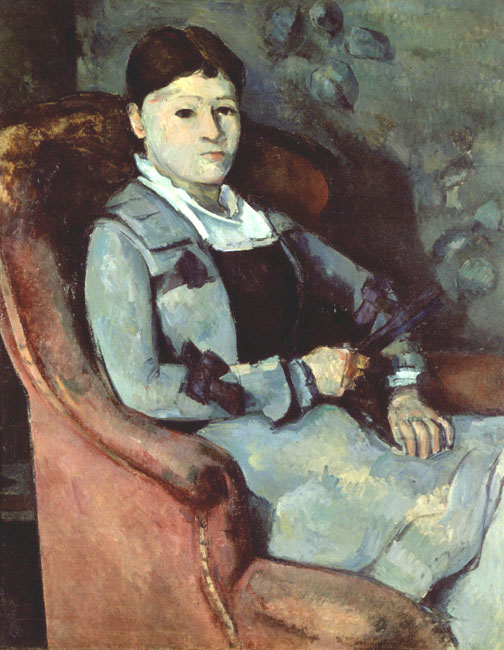
Paul Cézannes Porträt der Mme Cézanne von 1881 hing im Salon.

Die Geschwister kauften viele Bilder damals noch unterschätzter Künstler wie Paul Cézanne, Claude Monet, Henri Matisse, Pierre-Auguste Renoir, Pablo Picasso und Paul Gauguin und empfingen kunstinteressierte Besucher. Bei den Zusammenkünften im Salon waren aus der Pariser Künstler- und Literatenszene unter anderem Pablo Picasso mit Fernande Olivier, Max Jacob, Alfred Jarry, Guillaume Apollinaire mit Marie Laurencin, André Salmon und Georges Braque zu Gast.

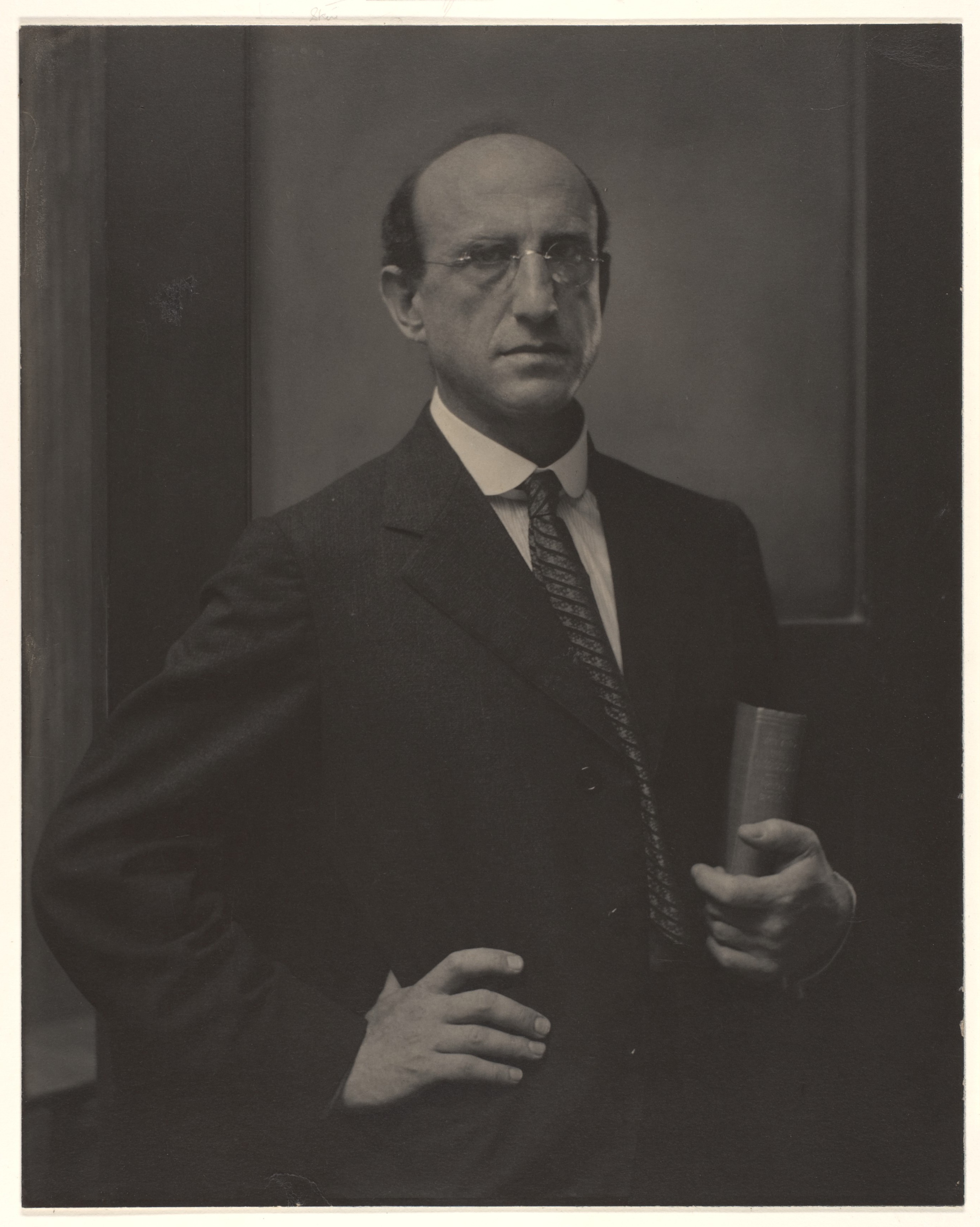
Steins Porträt von Alfred Stieglitz (1917)

Im Jahr 1913 verließ Leo Stein, der schon in jungen Jahren schwerhörig geworden war und unter schweren Verdauungsstörungen litt, die er durch eisernes Fasten oder durch Fletchern zu bekämpfen suchte, die gemeinsame Wohnung, da er nach vierjähriger „menage à trois“ mit Gertrudes Lebensgefährtin Alice B. Toklas keine Möglichkeit des Zusammenlebens mehr sah und die Schriftstellerei seiner Schwester ebenso wie den sich in der Malerei etablierenden Kubismus als minderwertig einschätzte. Der Hausrat und die Kunstsammlung wurden geteilt. Leo behielt die Renoirs, Gertrude die Picassos, und die Bilder von Cézanne wurden aufgeteilt. Zu einer Versöhnung kam es nicht mehr. Leo ließ sich in Settignano bei Florenz in der Nähe seines Freundes Bernard Berenson in Fiesole nieder, der dort in der Villa I Tatti schon seit längerem wohnte. Die Zeit des Ersten Weltkrieges verbrachte er in New York, wo er, von schweren Depressionen heimgesucht, Zuflucht in der Psychoanalyse suchte, die er freilich vorzugsweise selbst auf sich anwandte. Nach Kriegsende kehrte er nach Italien zurück; 1921 heiratete er seine Lebensgefährtin Nina Auzias, eine frühere Straßensängerin.
Nach Ausbruch des Zweiten Weltkrieges beschloss er wie seine Schwester, die in Frankreich blieb, in Italien auszuharren, nicht ahnend, dass Settignano 1943 zwischen die Kampflinien der Alliierten und der Deutschen geraten würde. Der amerikanische Maler Maurice Sterne beklagte, dass, während die Berensons Zuflucht bei einem italienischen Adligen fanden, die Steins in Settignano fast verhungert wären. Nina habe mit Arthritis hilflos zu Bett gelegen und Leo habe das Mobiliar verbrennen müssen, um das Haus ein wenig zu wärmen. Für jeden Krümel Brot habe er stundenlang Schlange gestanden, alles sei rationiert gewesen. Hinzu kam, dass die Batterien von Leos Hörgerät erschöpft waren, Ersatz war nicht erhältlich. Das hatte freilich den Vorteil, dass der Gefechtslärm ihn im Keller des Hauses, in dem sie tagelang ausharren mussten, weniger störte. Ein Freund und Nachbar Leos, der Maler Rudolf Levy, war verhaftet worden; Leo und Nina lebten in beständiger Angst.
Nach Kriegsende lebte Stein für eine Weile auf. Vom Tod Gertrudes erfuhr er aus der Zeitung. Er fasste die ästhetischen Betrachtungen seines Lebens zusammen in der Essaysammlung Appreciation: Painting, Poetry, and Prose und starb 1947 kurz nach ihrem Erscheinen und nur ein Jahr nach seiner zwei Jahre jüngeren Schwester Gertrude und wie sie infolge einer Krebsoperation. Er ist auf dem Friedhof von Settignano begraben. Nina Auzias verübte zwei Jahre später Suizid.

## Ausstellung der Sammlerfamilie Stein
Im Oktober 2011 eröffnete im Grand Palais in Paris eine Ausstellung, die den Kunstsammlern Gertrude, Leo, Michael und Sarah Stein gewidmet war. Sie zeigte bis zum 16. Januar 2012 unter dem Titel Matisse, Cézanne, Picasso … L’aventure des Stein etwa 200 Exponate, die im Besitz der Sammlerfamilie waren.

## Werke
- The A-B-C of Aesthetics. Boni & Liveright, New York 1927.
- Appreciation: Painting, Poetry, and Prose. 1947. Reprint: University of Nebraska Press, 1996, ISBN 978-0-8032-9236-9.